# Thàn mát duốc cá
Thàn mát duốc cá hay còn gọi mát giết cá (danh pháp khoa học: Millettia piscidia) là một loài thực vật có hoa trong họ Đậu. Loài này được (Roxb.) Wight miêu tả khoa học đầu tiên.